# Arundinariinae
Arundinariinae Keng f., 1992 è una sottotribù di piante angiosperme monocotiledoni appartenente alla famiglia Poaceae.

## Descrizione

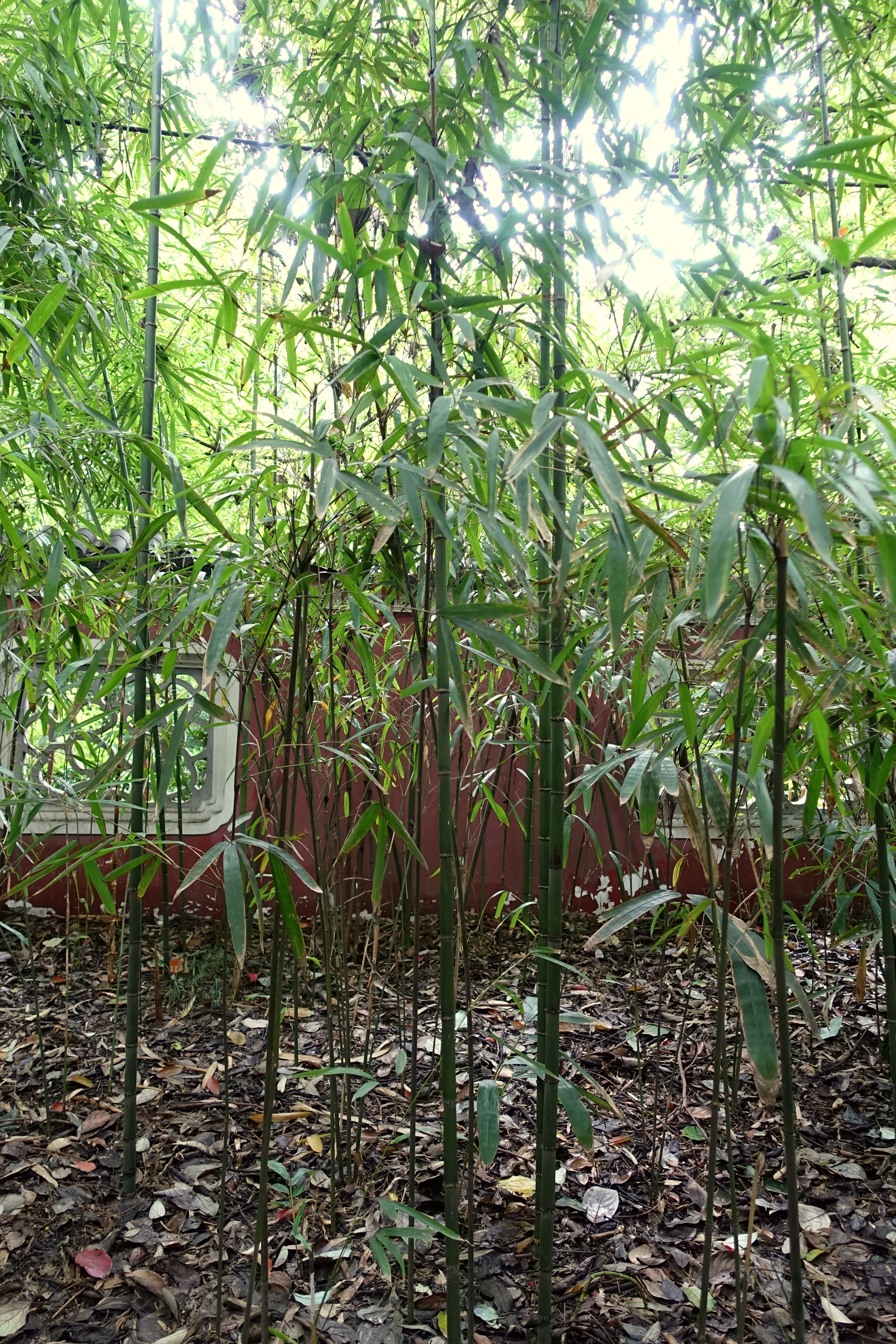
Il portamento
Acidosasa notata

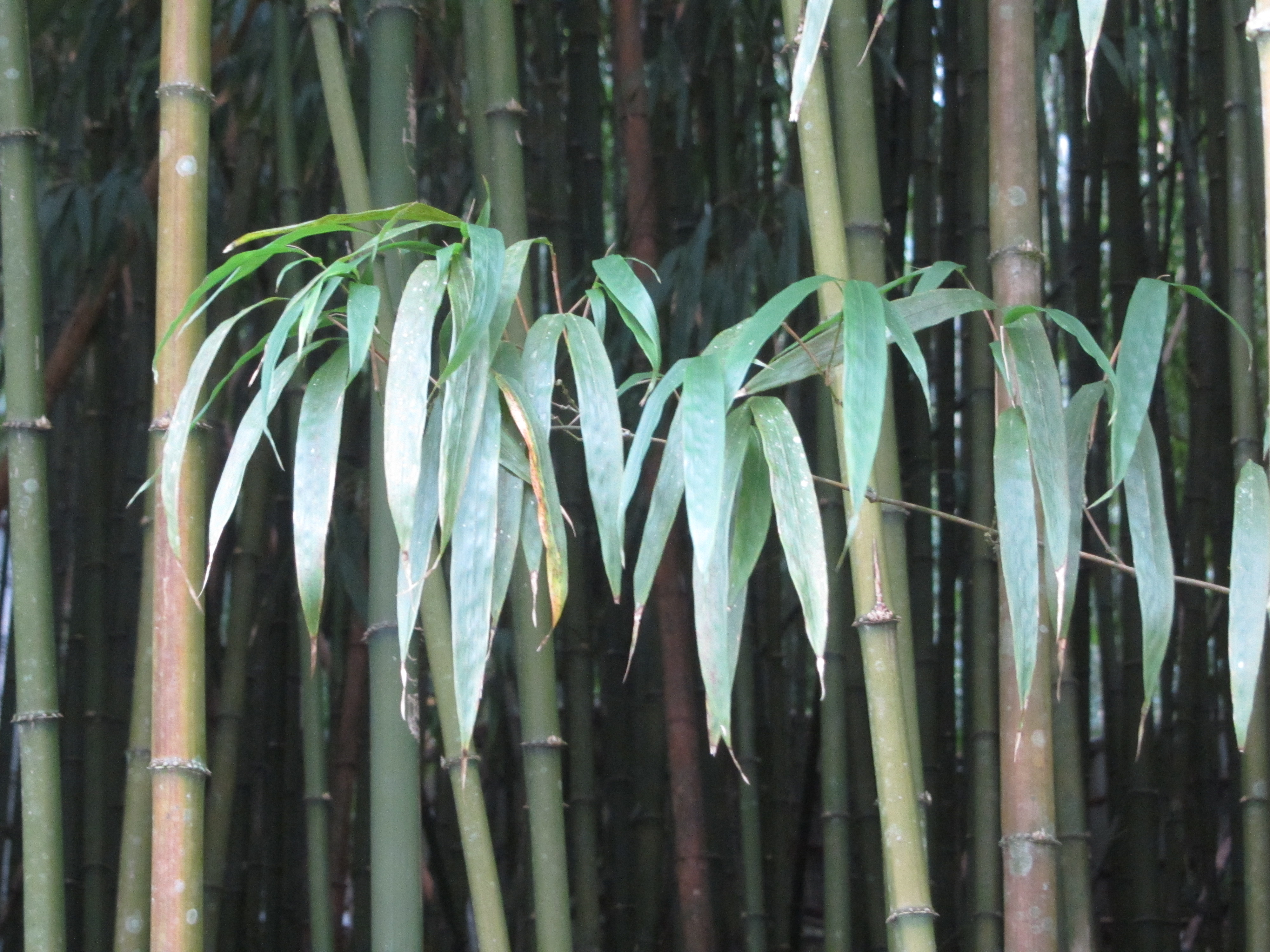
Le foglie
Chimonobambusa quadrangularis

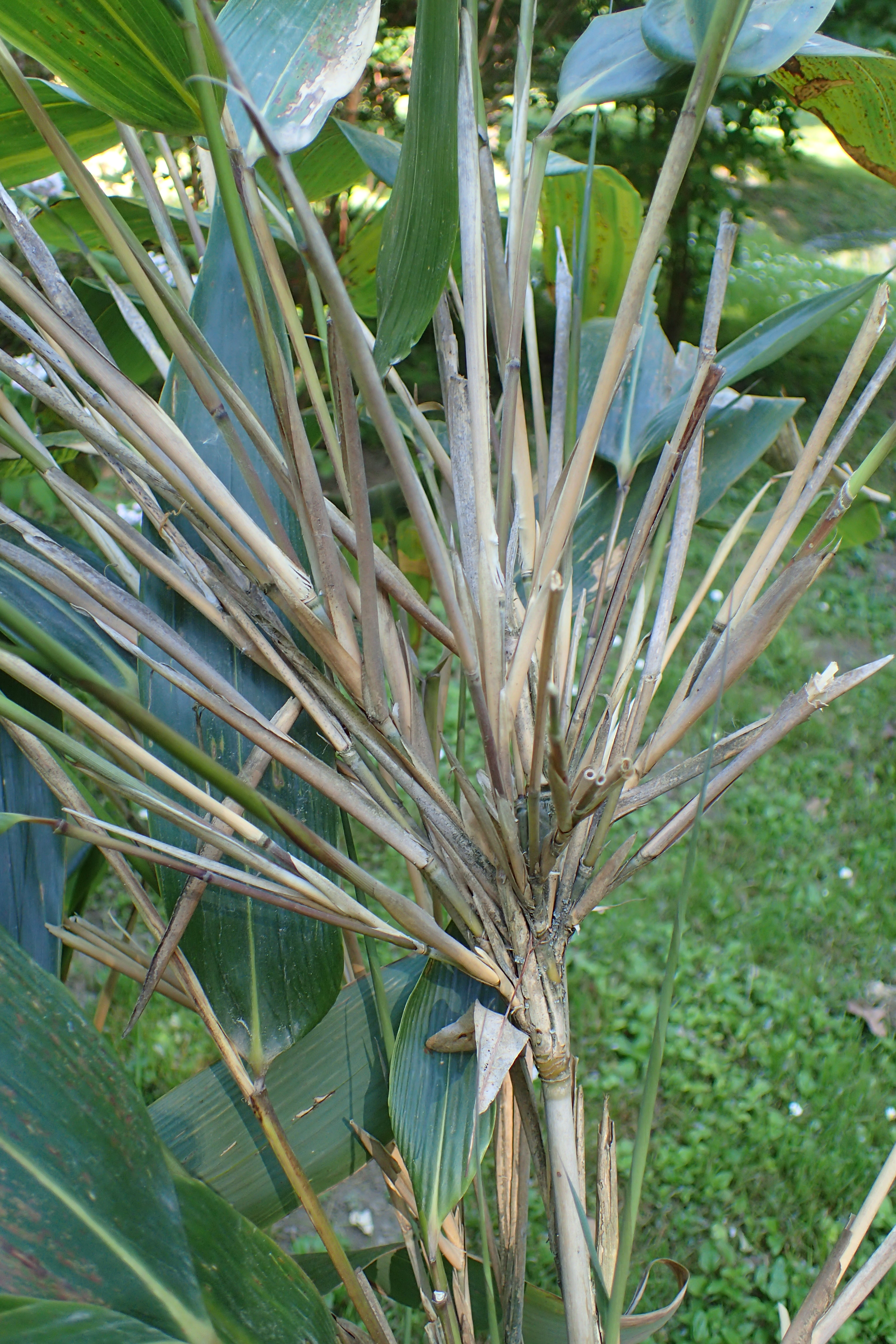
Infiorescenza
Indocalamus tessellatus

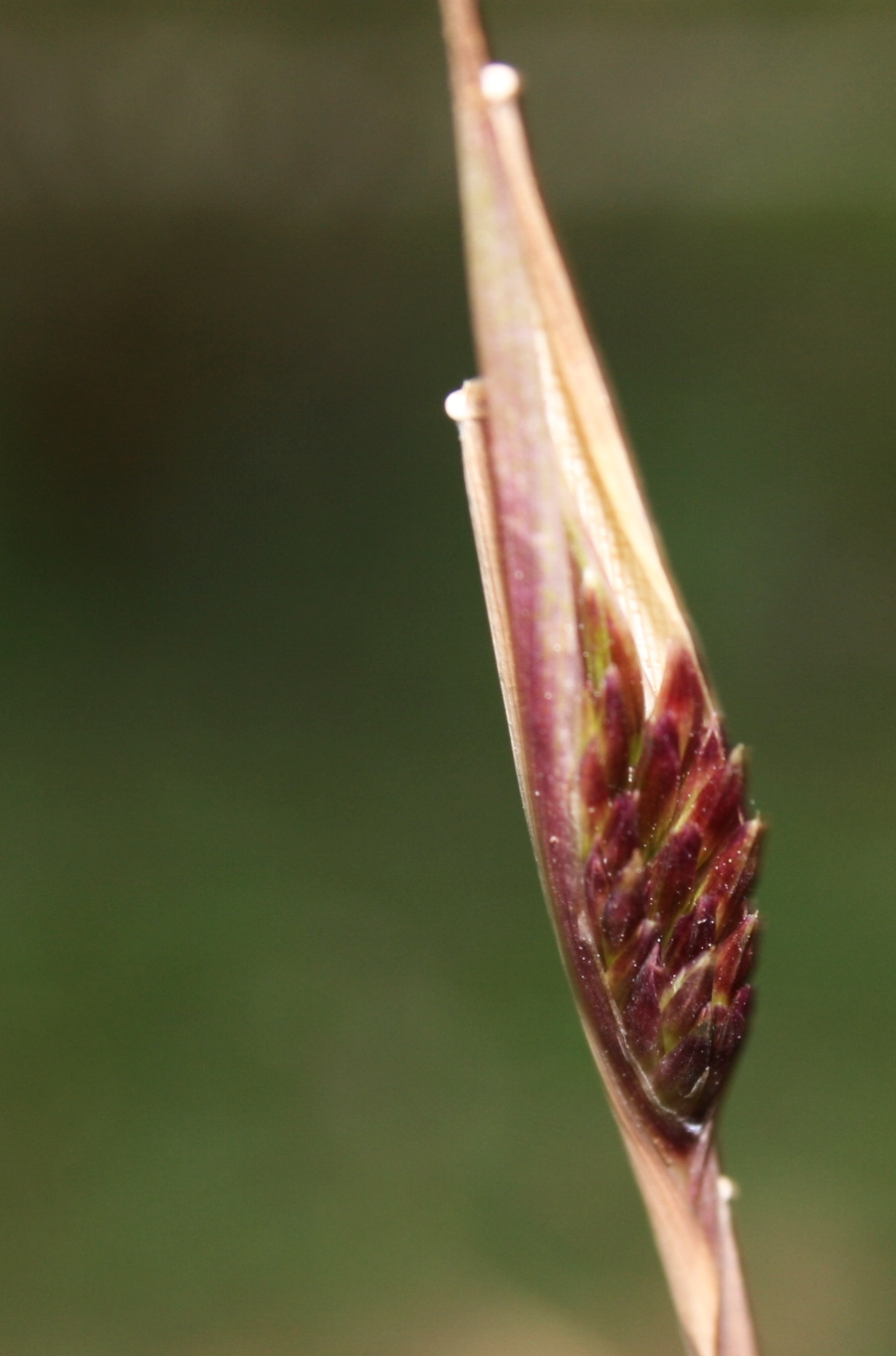
La spighetta
Fargesia nitida

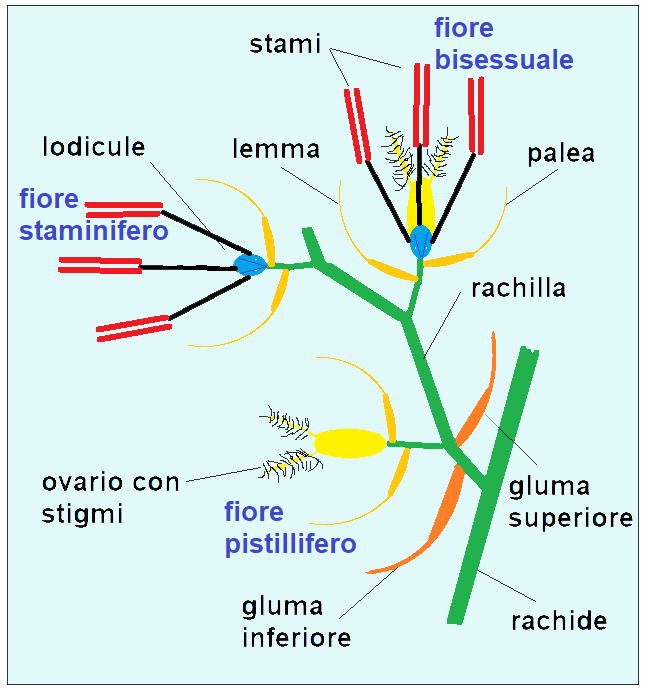
Spighetta generica con tre fiori diversi

### Portamento
Il portamento delle specie di questa sottotribù varia da arbustivo a arborescente con culmi eretti o pendenti e addensati (pluricespitosi). Le radici in genere sono del tipo fascicolato derivate da rizomi "leptomorfi", ossia sottili e allungati (ingrossati, ossia "pachimorfi" in Ampelocalamus, Yushania e altri generi). I nodi superiori producono 3 o più rami. In Drepanostachyum dai nodi si diramano fino a 80 rametti raggruppati in 2 o 3 righe, tutti più o meno uguali. Gli internodi sono affusolati (o quadrangolari in Chimonobambusa o appiattiti in Phyllostachys) e debolmente scanalati sopra i rami; le cavità possono contenere del midollo spugnoso; i nodi sono debolmente prominenti (gonfiati). In Chimonobambusa i nodi basali spesso si presentano con radici modificate e formano un anello di spine o peli giallo-bruno. Altezza massima dei culmi: da 1 metro a 15 metri.

### Foglie
Le foglie lungo il culmo sono alterne e distiche e si originano dai vari nodi. Sono composte da una guaina, una ligula e una lamina. 
- Foglie dei culmi: le foglie dei culmi hanno le guaine decidue, possono essere con o senza padiglioni auricolari (se presenti sono fimbriati) e la lamina ha un portamento eretto o riflesso con forme da lanceolate a triangolari; a volte la consistenza è cartacea. In genere sono presenti solamente venature longitudinali. In Chimonobambusa le lamine delle foglie dei culmi sono molto ridotte (meno di 1 cm di lunghezza); spesso è presente solamente uno spuntone.
- Foglie del fogliame: le foglie dei rami laterali sono senza padiglioni auricolari e le guaine non sono fimbriate. Le venature sono parallelinervie (quelle trasversali sono visibili e distinte, oppure assenti).

### Infiorescenza
- Infiorescenza principale (sinfiorescenza o semplicemente spiga): le infiorescenze sono per lo più ramificate ed hanno la forma di una grande pannocchia recemosa aperta. Nell'infiorescenza sono oppure no presenti brattee. Per ogni racemo possono essere presenti fino a 6 spighette. In alcune specie (Bashania) le spighette sono sottese da guaine o anelli di capelli ridotti. In Chimonobambusa (e altri generi) sono presenti delle pseudo-spighette.
- Infiorescenza secondaria (o spighetta): le spighette, pedicellate (o sessili), sono formate da molti fiori (fino a circa una trentina; oltre 50 in Sinobambusa). I fiori apicali sono sottosviluppati (in Drepanostachyum e altri generi l'ultimo fiorellino distale è sterile). Le spighette sono robuste, allungate con forme lineari o lanceolate o oblunghe, compresse lateralmente, e sottesa da una a quattro brattee chiamate glume. Alla base di ogni fiore sono presenti due brattee: la palea e il lemma. La disarticolazione avviene sotto ogni fiore fertile. Le rachille possono allungarsi oltre l'ultimo fiore.

- Glume: le glume abassiali hanno forme ovate, consistenza cartacea o membranosa, sono prive di ciglia e con 7 - 9 vene longitudinali. Quelle superiori hanno forme più lanceolate. Spesso le glume rappresentano una transizione morfologica verso i lemmi sterili prossimali.
- Lemmi: i lemmi, con forme oblunghe o ovate, sono grandi con apice acuminato (o debolmente mucronato) e riccamente venati; la consistenza è cartacea o coriacea.
- Palee: le palee di solito sono più corte di lemmi, si presentano con 2 carene e delle venature fra le carene.

- I fiori fertili sono attinomorfi formati da 3 verticilli: perianzio ridotto, androceo  e gineceo.

- Formula fiorale:

- , P 2, A (1-)3(-6), G (2–3) supero, cariosside.

- Il perianzio è ridotto e formato da tre lodicule, delle squame, poco visibili (forse relitto di un verticillo di 3 sepali). Le lodicule sono membranose e trasparenti sui margini.

- L'androceo è composto fino a 6 stami (3 stami in Ampelocalamus) ognuno con un breve filamento libero, una antera e due teche. Le antere sono basifisse con deiscenza laterale e colorate di giallo o viola. Il polline è monoporato. In Drepanostachyum i filamenti sono molto sporgenti.

- Il gineceo è composto da 3-(2) carpelli connati formanti un ovario supero. L'ovario, glabro e con apice poco appariscente, ha un solo loculo con un solo ovulo subapicale (o quasi basale). L'ovulo è anfitropo e semianatropo e tenuinucellato o crassinucellato. Lo stilo, breve, è unico (a due rami in Fargesia) con due/tre stigmi papillosi.

### Frutti
I frutti sono del tipo cariosside, ossia sono dei piccoli chicchi indeiscenti, ovoidali o subglobosi, nei quali il pericarpo è formato da una sottile parete che circonda il singolo seme. In particolare il pericarpo, carnoso e succulento, è fuso al seme ed è aderente. L'endocarpo non è indurito e l'ilo è lungo e lineare. L'embrione è provvisto di epiblasto. I margini embrionali della foglia si sovrappongono. La fessura scutellare è assente. In Chimonobambusa i frutti sono simili ad una noce con pericarpo indurito.

## Biologia
- Impollinazione: in generale le erbe delle Poaceae sono impollinate in modo anemogamo. Gli stigmi piumosi sono una caratteristica importante per catturare meglio il polline aereo. Raramente sono stati visti gli insetti impollinare queste piante.[17]
- Riproduzione: la fecondazione avviene fondamentalmente tramite l'impollinazione dei fiori (vedi sopra).
- Dispersione: i semi cadendo (dopo aver eventualmente percorso alcuni metri a causa del vento –dispersione anemocora) a terra sono dispersi soprattutto da insetti tipo formiche (disseminazione mirmecoria).

## Distribuzione e habitat
La distribuzione delle specie di questo gruppo è soprattutto asiatica con habitat variabili (dalle zone montane dell'Himalaya a quelle calde del sud-est asiatico).

## Tassonomia
La famiglia delle Poacee comprende circa 800 generi e oltre 9.000 specie. È una delle famiglie più numerose e più importanti del gruppo delle monocotiledoni. La famiglia è suddivisa in 12 sottofamiglie, la sottotribù Arundinariinae fa parte della sottofamiglia Bambusoideae (tribù Arundinarieae).

### Generi
La sottotribù comprende 23 generi con oltre 350 specie.
- Acidosasa C.D.Chu & C.S.Chao (12 specie)
- Arundinaria Michx. (4 spp.)
- Bashania Keng f. & T.P.Yi (4 spp.)
- Brachystachyum Keng (2 spp.)
- Chimonobambusa Makino (43 spp.)
- Ferrocalamus Hsueh & Keng f. (3 spp.)
- Gelidocalamus T.H.Wen (17 spp.)
- Indocalamus Nakai (32 spp.)
- Indosasa McClure (18 spp.)
- Kengiochloa Y.H.Tong & N.H.Xia (1 sp.)
- Oligostachyum Z.P.Wang & G.H.Ye (18 spp.)
- Phyllostachys Siebold & Zucc. (63 spp.)
- Pleioblastus Nakai (26 spp.)
- Pseudosasa Makino ex Nakai (20 spp.)
- Ravenochloa D.Z.Li & Y.X.Zhang (1 sp.)
- Sasa Makino & Shibata (39 spp.)
- Sasaella Makino (11 spp.)
- Sasamorpha Nakai (5 spp.)
- Semiarundinaria Makino ex Nakai (7 spp.)
- Shibataea Makino ex Nakai (7 spp.)
- Sinobambusa Makino ex Nakai (13 spp.)
- Sinosasa L.C.Chia ex N.H.Xia, Q.M.Qin & Y.H.Tong (8 spp.)
- Vietnamocalamus T.Q.Nguyen (1 sp.)

### Filogenesi
La conoscenza filogenetica della tribù Arundinarieae è ancora in via di completamento. Per il momento i botanici (provvisoriamente) dividono la tribù in 12 cladi. Al gruppo di questa voce è assegnato il quinto clade (Clade V). La posizione filogenetica del clade "Phyllostachys" è nel "core" della tribù (quindi è l'ultimo clade ad essersi evoluto) mentre la sua circoscrizione resta ancora da definire completamente in quanto la maggior parte dei generi non sono monofiletici anche se nel complesso questo clade risulta ben supportato.
In dettaglio:
- Acidosasa è polifiletico in quanto la specie Acidosasa purpurea forma un "gruppo fratello" con la specie Arundinaria gigantea inclusa nel Clade VI (sottoclade "Japan-North American").
- Ampelocalamus è polifiletico: una specie, Ampelocalamus calcareus C.D. Chu & C.S. Chao, forma un clade separato (Clade XI) mentre altre specie, in base ad alcune ricerche, sembrano essere collegate a Chimonocalamusa (Clade III).
- In alcune ricerche nel clade "Phyllostachys" sono inserite due specie del genere Arundinaria:

(1) Arundinaria ibityensis A. Camus, considerata sinonimo di Thamnocalamus tessellatus (Nees) Soderstr. & R.P.Ellis in altre checklist;
(2) Arundinaria wightiana Nees, considerata sinonimo di Yushania wightiana (Nees) R.B.Majumdar in altre checklist
- Bashania è derivato da una sezione di Arundinaria, e comunque rimane correlato a questo genere.
- Alcune specie poco studiate (Qiongzhuea gracilis W. T. Lin, Qiongzhuea multigemmia T. P. Yi e alcune specie di Menstruocalamus) potrebbero essere incluse nel genere Chimonobambusa.
- Drepanostachyum non è monofiletico; potrebbe essere derivato all'interno di "Himalayacalamus".
- Fargesia non è monofiletico; potrebbe esserlo con l'inclusione dei generi Borinda Stapleton, 1994 e Sinarundinaria Nakai, 1935.
- Himalayacalamus non è monofiletico (potrebbe essere parafiletico derivato all'interno del genere Drepanostachyum).
- Indocalamus è polifiletico; la quasi totalità delle 23 specie definite tradizionalmente per questo genere ricadono praticamente in ogni clade delle Arundinarieae.
- Oligostachyum non è monofiletico. Altri studi posizionano la specie O. shiuyingianum nel Clade VI (sottoclade "Sino Japanese").
- Phyllostachys potrebbe non essere monofiletico.
- Pleioblastus non è monofiletico. Le specie di questo clade appartengono alla sect. Amari S.L. Chen e G.Y. Sheng. Altre specie (P. maculatus e P. japonica) sono inserite nel Clade VI (sottoclade "Sino Japanese") e formano un clade ben sostenuto. Probabilmente la principale suddivisione filogenetica del genere è dovuta ai due tipi di rizoma presenti nelle specie del genere Pleioblastus (1. rizomi "leptomorfi" monopodiali, corti, spessi e cigliati; 2. rizomi "leptomorfi" allungati e più comuni).
- Pseudosasa come è tradizionalmente circoscritto risulta polifiletico; una specie (P. usawae) risulta in questo clade. In altre ricerche questo genere (o alcune sue specie) è incluso nel VI clade.
- Sinobambusa potrebbe non essere monofiletico; è collegato al genere Indosasa (Clade VI, sottoclade "Sino Japanese") e si distingue per il numero minore di stami (Indosasa ne ha sempre 6).
- Yushania è polifiletica; il genere potrebbe diventare monofiletico escludendo i bambù africani (spesso descritti all'interno del genere Oldeania).

Il clade Phyllostachys si stima che si sia formato attorno ai 2,4 - 3,1 milioni di anni fa (il primo valore è calcolato con procedure di calibrazione sul DNA; il secondo dato è ricavato dalle analisi dei fossili).
Le sinapomorfie per i vari generi sono:
- Chimonobambusa: (1) i nodi basali spesso si presentano con radici modificate e formano un anello di spine; (2) le lamine delle foglie dei culmi sono molto ridotte (meno di 1 cm di lunghezza); spesso è presente solamente uno spuntone.
- Drepanostachyum: (1) dai nodi si diramano fino a 80 rametti raggruppati in 2 o 3 righe, tutti più o meno uguali; (2) le guaine sono adassialmente scabre.
- Fargesia: lo stilo ha due rami.
- Yushania: i rizomi sono "pachimorfi" con colli allungati.

Il cladogramma seguente (provvisorio) è una sintesi basata sugli ultimi studi della tribù Arundinarieae.
|  | \| \| Phyllostachys \| \| \| \| \| \| Pleioblastus \| \| \| \| \| \| Pseudosasa \| \| \| \| |
|  |                                                                                             |
|  | Fargesia                                                                                    |
|  |                                                                                             |
|  | Chimonobambusa                                                                              |
|  |                                                                                             |
|  | Phyllostachys                                                                               |
|  |                                                                                             |
|  | Pleioblastus                                                                                |
|  |                                                                                             |
|  | Pseudosasa                                                                                  |
|  |                                                                                             |

|  | Phyllostachys |
|  |               |
|  | Pleioblastus  |
|  |               |
|  | Pseudosasa    |
|  |               |

|  | \| \| Phyllostachys \| \| \| \| \| \| Pleioblastus \| \| \| \| \| \| Pseudosasa \| \| \| \| |
|  |                                                                                             |
|  | Fargesia                                                                                    |
|  |                                                                                             |
|  | Chimonobambusa                                                                              |
|  |                                                                                             |
|  | Phyllostachys                                                                               |
|  |                                                                                             |
|  | Pleioblastus                                                                                |
|  |                                                                                             |
|  | Pseudosasa                                                                                  |
|  |                                                                                             |

|  | Phyllostachys |
|  |               |
|  | Pleioblastus  |
|  |               |
|  | Pseudosasa    |
|  |               |

|  | Yushania    |
|  |             |
|  | Indocalamus |
|  |             |

|  | Drepanostachyum |
|  |                 |
|  | Himalayacalamus |
|  |                 |

|  | Yushania    |
|  |             |
|  | Indocalamus |
|  |             |

|  | Drepanostachyum |
|  |                 |
|  | Himalayacalamus |
|  |                 |

|  | \| \| Phyllostachys \| \| \| \| \| \| Pleioblastus \| \| \| \| \| \| Pseudosasa \| \| \| \| |
|  |                                                                                             |
|  | Fargesia                                                                                    |
|  |                                                                                             |
|  | Chimonobambusa                                                                              |
|  |                                                                                             |
|  | Phyllostachys                                                                               |
|  |                                                                                             |
|  | Pleioblastus                                                                                |
|  |                                                                                             |
|  | Pseudosasa                                                                                  |
|  |                                                                                             |

|  | Phyllostachys |
|  |               |
|  | Pleioblastus  |
|  |               |
|  | Pseudosasa    |
|  |               |

|  | \| \| Phyllostachys \| \| \| \| \| \| Pleioblastus \| \| \| \| \| \| Pseudosasa \| \| \| \| |
|  |                                                                                             |
|  | Fargesia                                                                                    |
|  |                                                                                             |
|  | Chimonobambusa                                                                              |
|  |                                                                                             |
|  | Phyllostachys                                                                               |
|  |                                                                                             |
|  | Pleioblastus                                                                                |
|  |                                                                                             |
|  | Pseudosasa                                                                                  |
|  |                                                                                             |

|  | Phyllostachys |
|  |               |
|  | Pleioblastus  |
|  |               |
|  | Pseudosasa    |
|  |               |

|  | Yushania    |
|  |             |
|  | Indocalamus |
|  |             |

|  | Drepanostachyum |
|  |                 |
|  | Himalayacalamus |
|  |                 |

|  | Yushania    |
|  |             |
|  | Indocalamus |
|  |             |

|  | Drepanostachyum |
|  |                 |
|  | Himalayacalamus |
|  |                 |

|  | \| \| Phyllostachys \| \| \| \| \| \| Pleioblastus \| \| \| \| \| \| Pseudosasa \| \| \| \| |
|  |                                                                                             |
|  | Fargesia                                                                                    |
|  |                                                                                             |
|  | Chimonobambusa                                                                              |
|  |                                                                                             |
|  | Phyllostachys                                                                               |
|  |                                                                                             |
|  | Pleioblastus                                                                                |
|  |                                                                                             |
|  | Pseudosasa                                                                                  |
|  |                                                                                             |

|  | Phyllostachys |
|  |               |
|  | Pleioblastus  |
|  |               |
|  | Pseudosasa    |
|  |               |

|  | \| \| Phyllostachys \| \| \| \| \| \| Pleioblastus \| \| \| \| \| \| Pseudosasa \| \| \| \| |
|  |                                                                                             |
|  | Fargesia                                                                                    |
|  |                                                                                             |
|  | Chimonobambusa                                                                              |
|  |                                                                                             |
|  | Phyllostachys                                                                               |
|  |                                                                                             |
|  | Pleioblastus                                                                                |
|  |                                                                                             |
|  | Pseudosasa                                                                                  |
|  |                                                                                             |

|  | Phyllostachys |
|  |               |
|  | Pleioblastus  |
|  |               |
|  | Pseudosasa    |
|  |               |

|  | Yushania    |
|  |             |
|  | Indocalamus |
|  |             |

|  | Drepanostachyum |
|  |                 |
|  | Himalayacalamus |
|  |                 |

|  | Yushania    |
|  |             |
|  | Indocalamus |
|  |             |

|  | Drepanostachyum |
|  |                 |
|  | Himalayacalamus |
|  |                 |

|  | \| \| Phyllostachys \| \| \| \| \| \| Pleioblastus \| \| \| \| \| \| Pseudosasa \| \| \| \| |
|  |                                                                                             |
|  | Fargesia                                                                                    |
|  |                                                                                             |
|  | Chimonobambusa                                                                              |
|  |                                                                                             |
|  | Phyllostachys                                                                               |
|  |                                                                                             |
|  | Pleioblastus                                                                                |
|  |                                                                                             |
|  | Pseudosasa                                                                                  |
|  |                                                                                             |

|  | Phyllostachys |
|  |               |
|  | Pleioblastus  |
|  |               |
|  | Pseudosasa    |
|  |               |

|  | \| \| Phyllostachys \| \| \| \| \| \| Pleioblastus \| \| \| \| \| \| Pseudosasa \| \| \| \| |
|  |                                                                                             |
|  | Fargesia                                                                                    |
|  |                                                                                             |
|  | Chimonobambusa                                                                              |
|  |                                                                                             |
|  | Phyllostachys                                                                               |
|  |                                                                                             |
|  | Pleioblastus                                                                                |
|  |                                                                                             |
|  | Pseudosasa                                                                                  |
|  |                                                                                             |

|  | Phyllostachys |
|  |               |
|  | Pleioblastus  |
|  |               |
|  | Pseudosasa    |
|  |               |

|  | Yushania    |
|  |             |
|  | Indocalamus |
|  |             |

|  | Drepanostachyum |
|  |                 |
|  | Himalayacalamus |
|  |                 |

|  | Yushania    |
|  |             |
|  | Indocalamus |
|  |             |

|  | Drepanostachyum |
|  |                 |
|  | Himalayacalamus |
|  |                 |

### Alcune specie

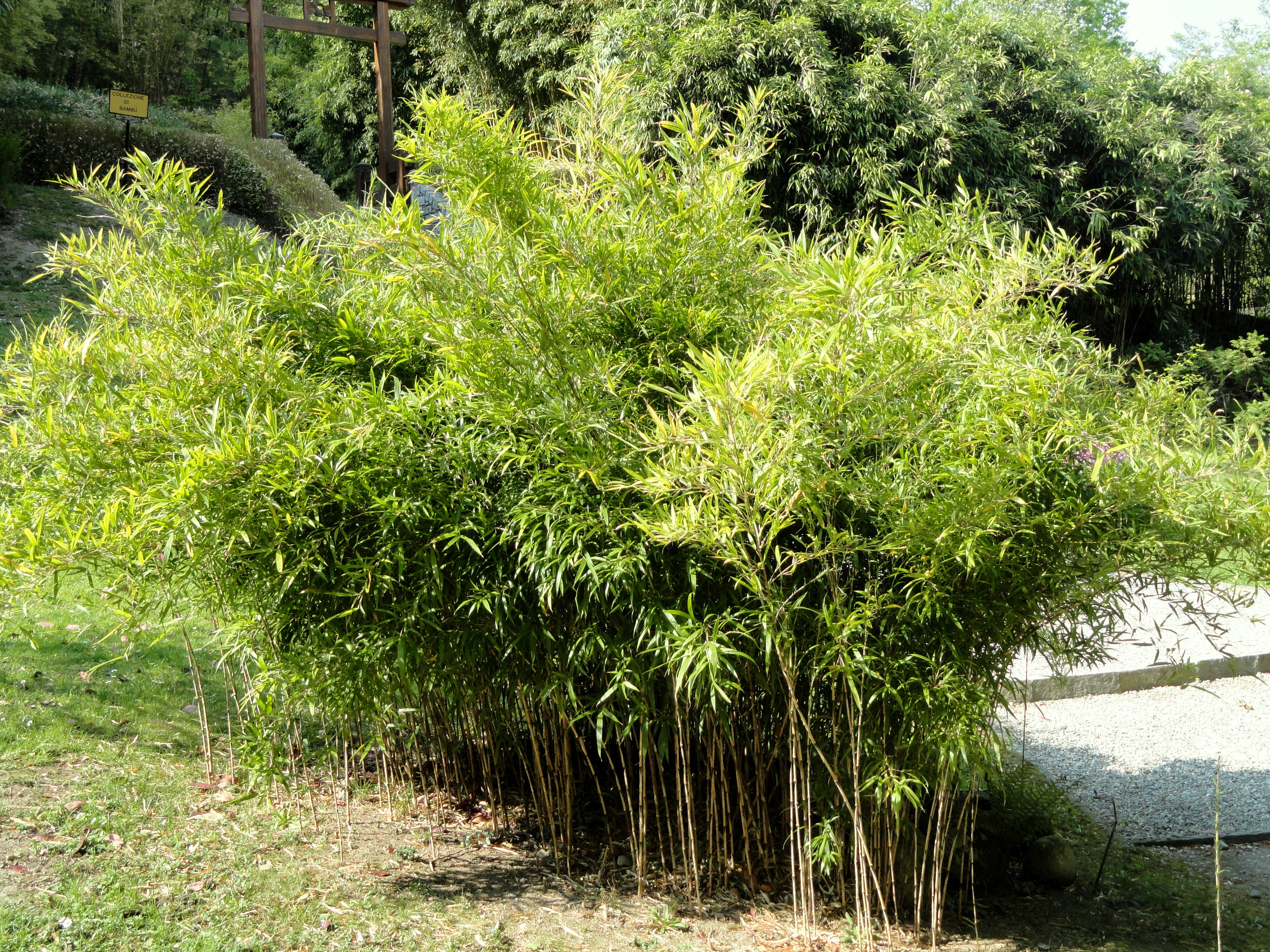
Chimonobambusa marmorea
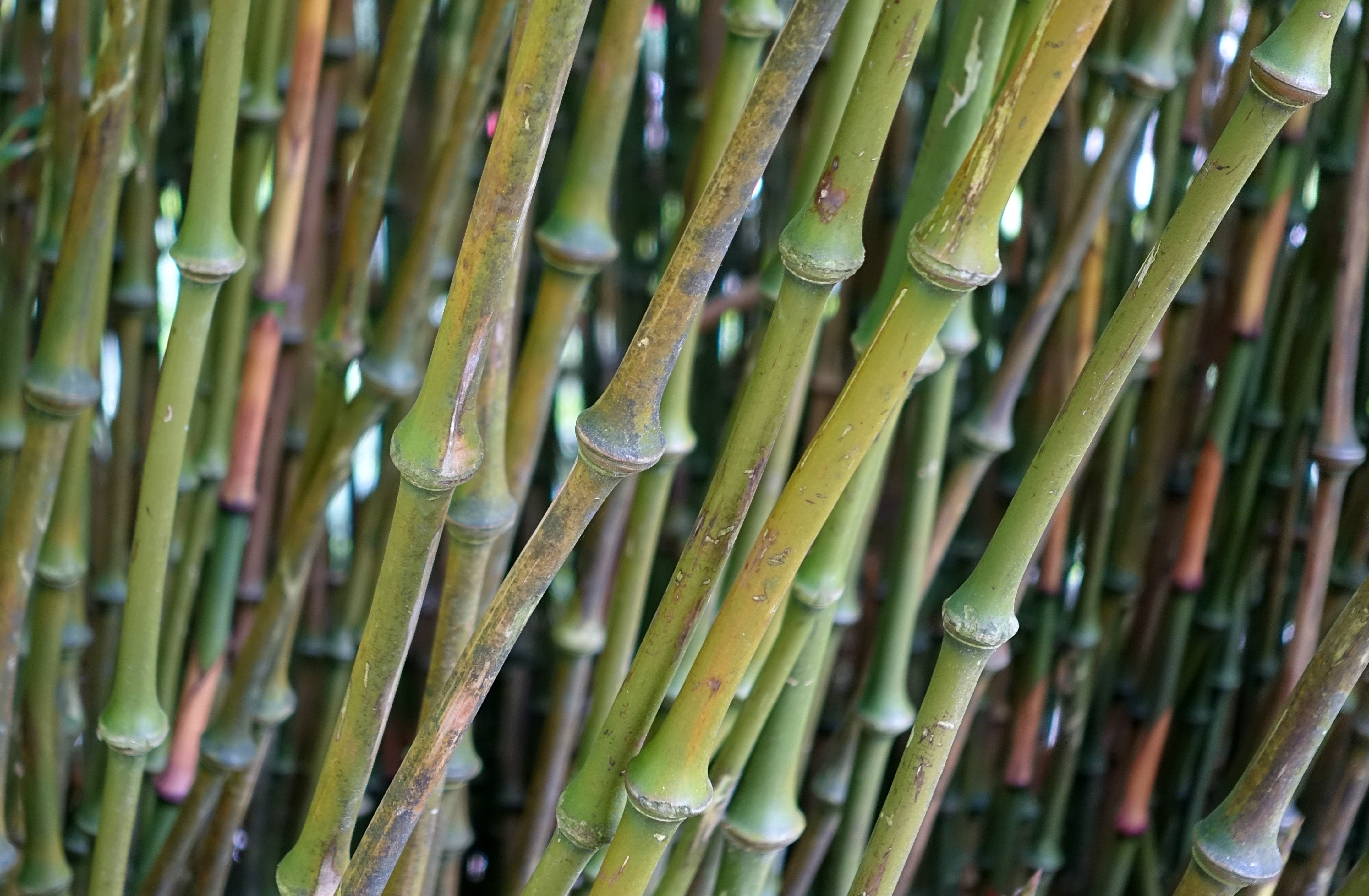
Chimonobambusa tumidissinoda
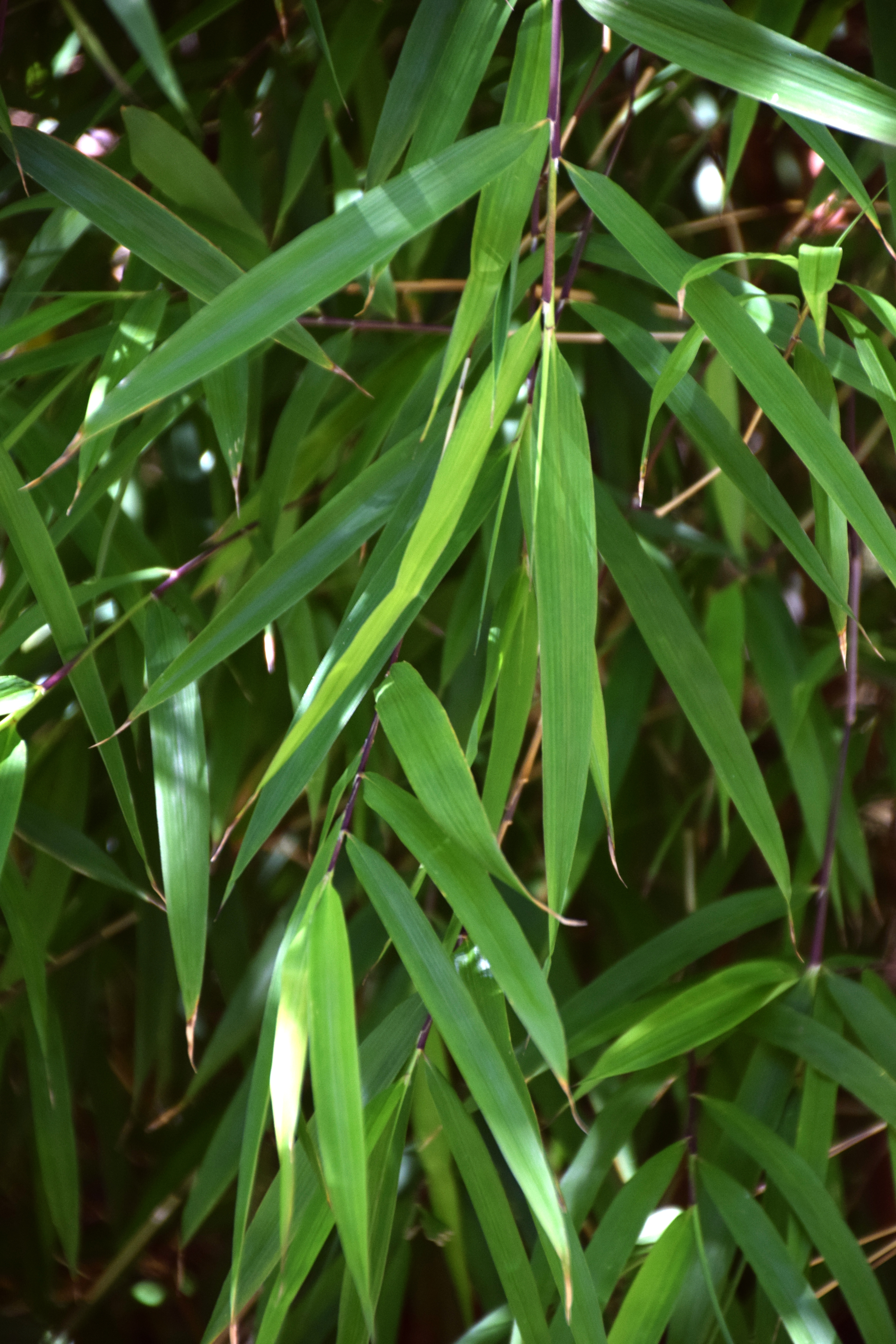
Drepanostachyum intermedium
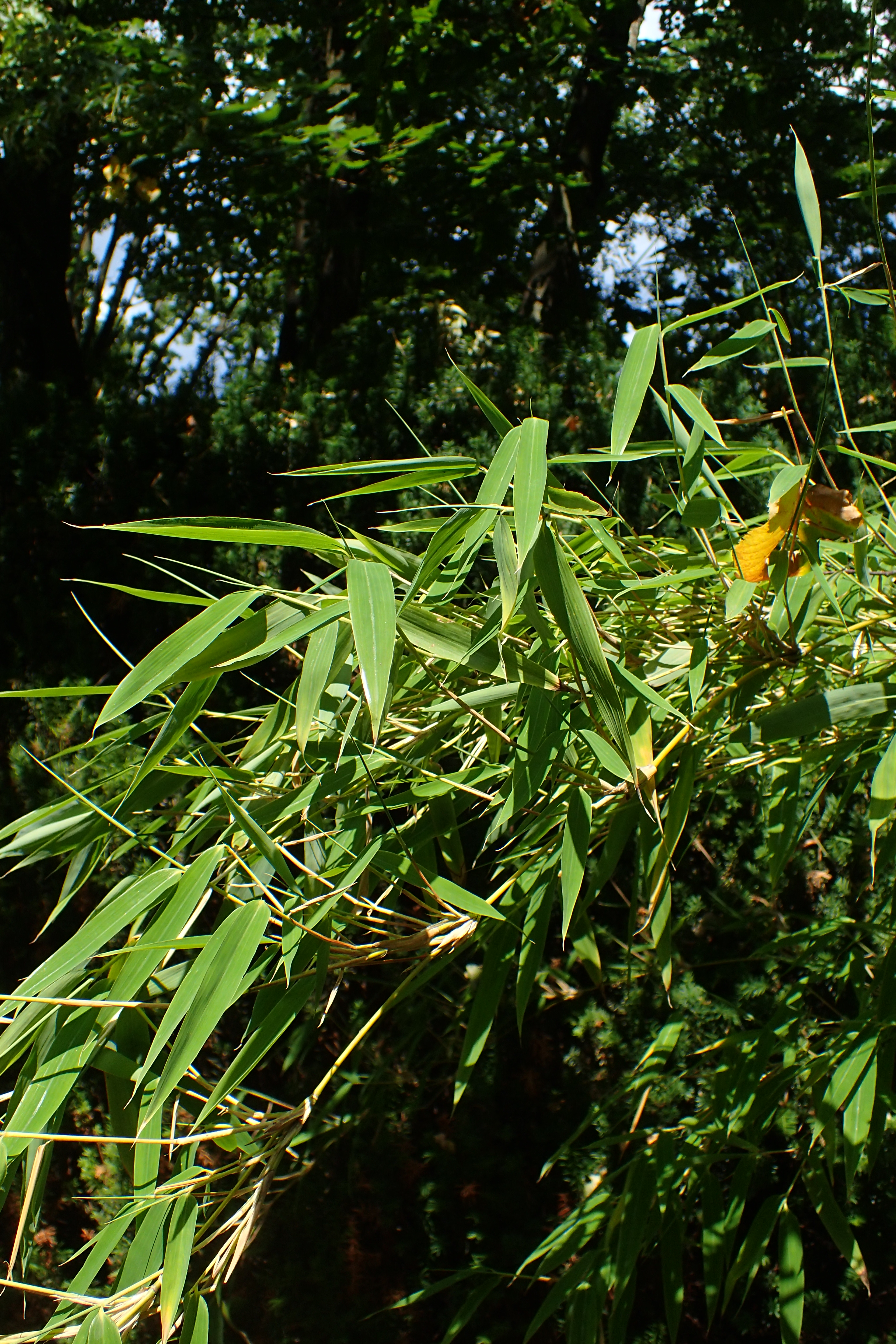
Fargesia murieliae
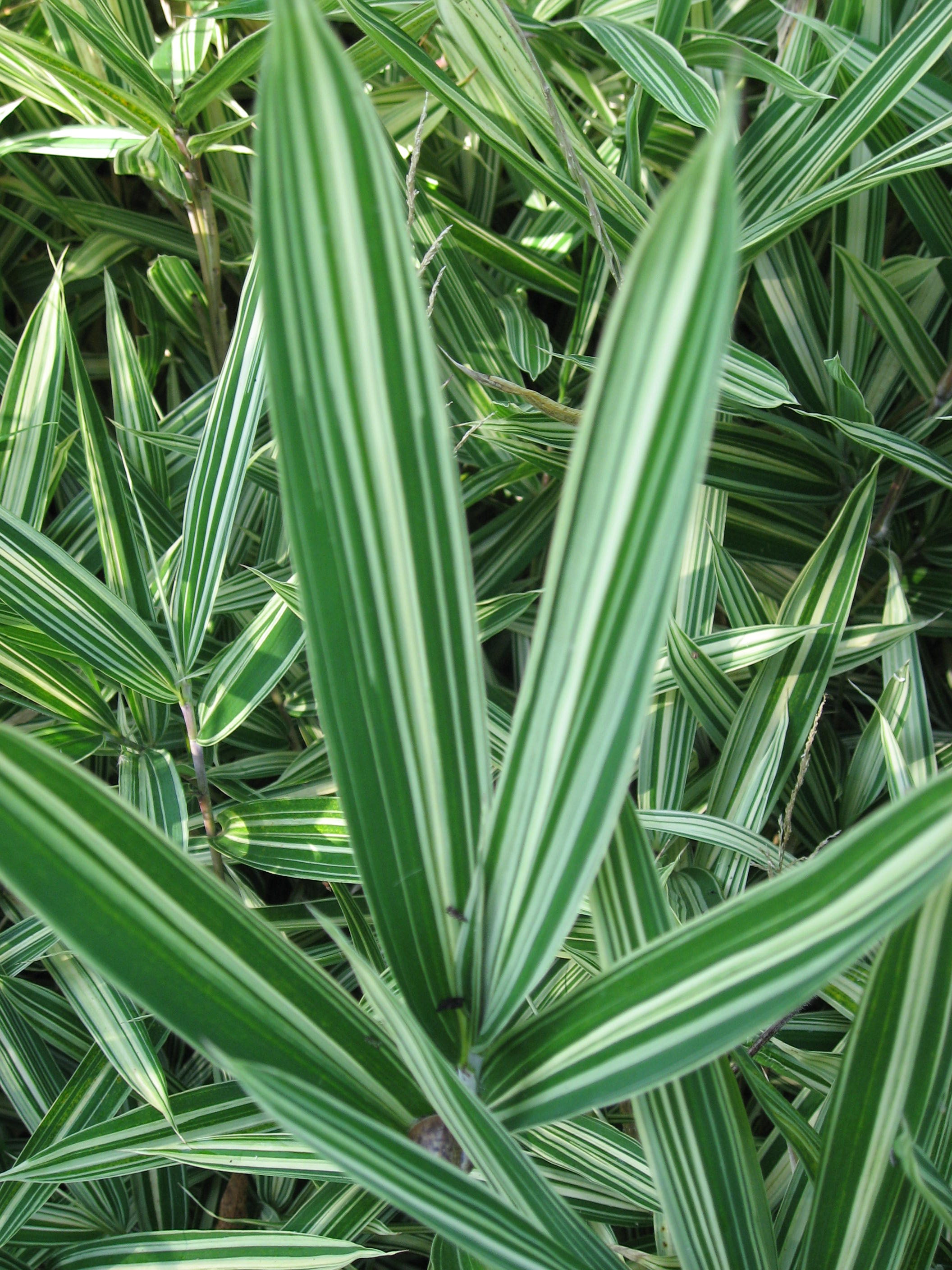
Pleioblastus fortunei
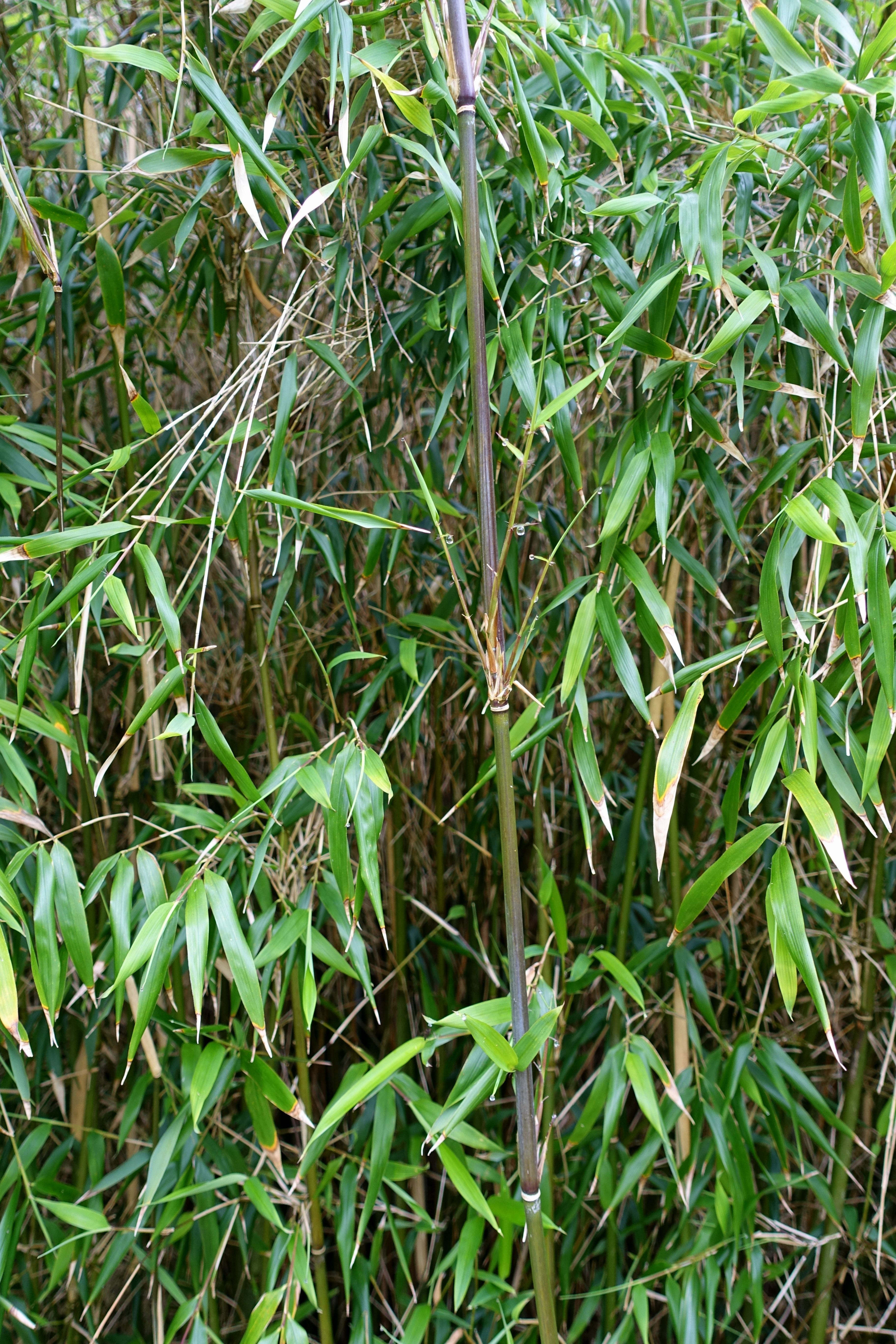
Yushania anceps